# Champignelles
Champignelles är en kommun i departementet Yonne i regionen Bourgogne-Franche-Comté i norra Frankrike. Kommunen ligger i kantonen Bléneau som tillhör arrondissementet Auxerre. År 2022 hade Champignelles 896 invånare.

## Befolkningsutveckling
Antalet invånare i kommunen Champignelles
| Referens: INSEE |